# Zuccherificio di Rieti

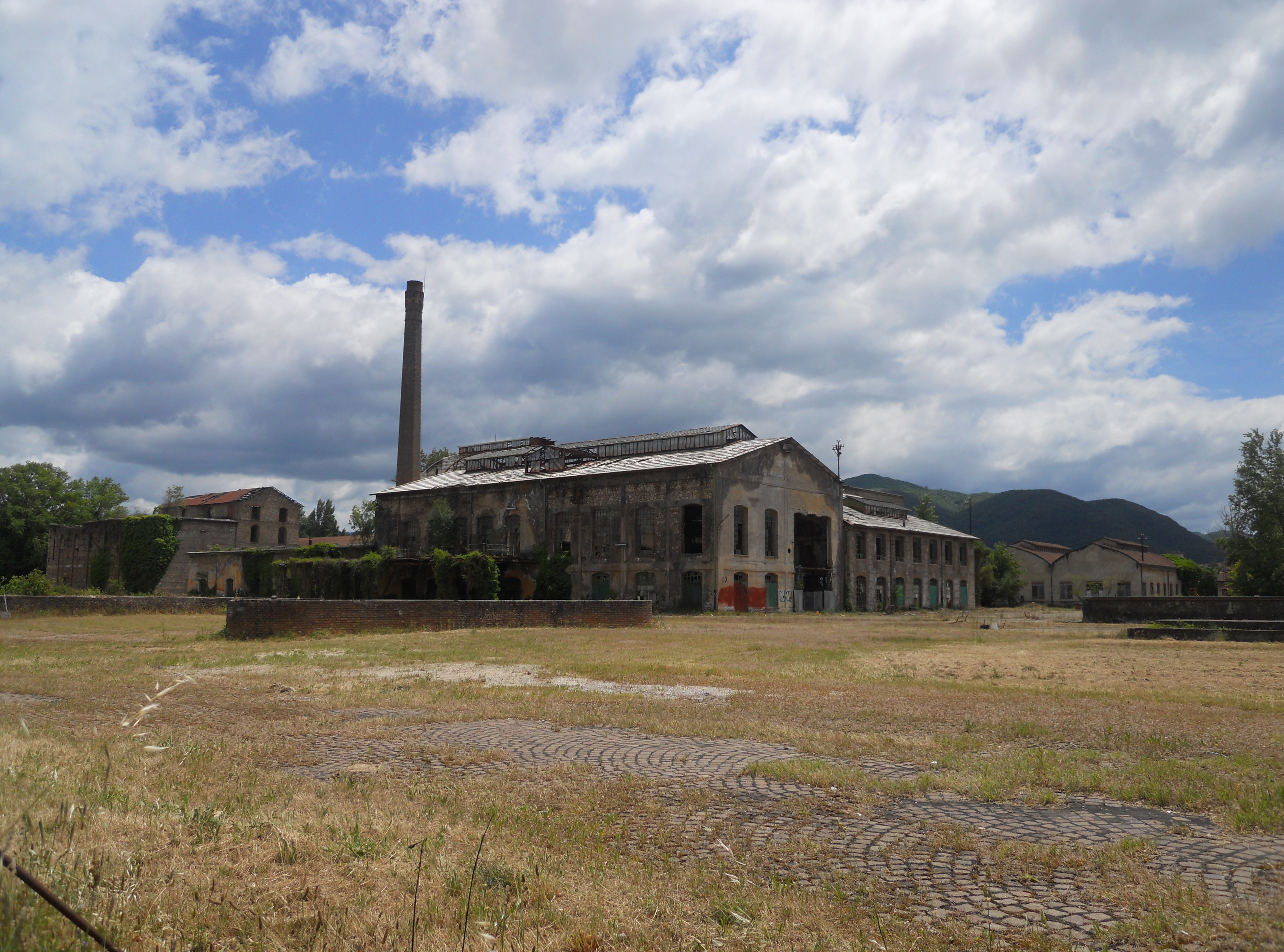
Lo zuccherificio fotografato da via Micioccoli nel 2011

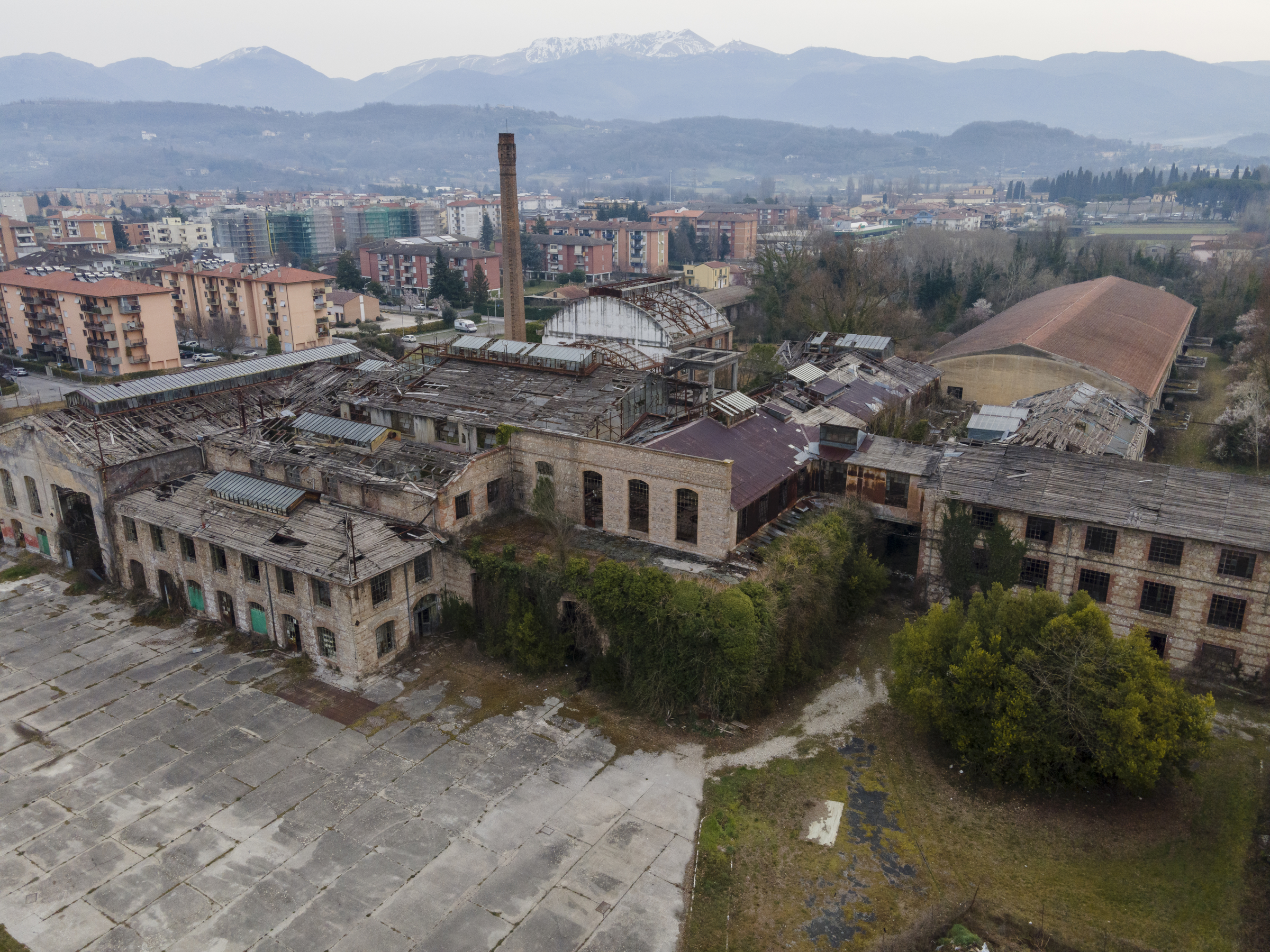
Lo Zuccherificio di Rieti visto dall'alto

Lo zuccherificio di Rieti è un ex stabilimento per la produzione di zucchero da barbabietola collocato a Rieti. Impiantato nel 1873, fu il primo zuccherificio d'Italia ed insieme alla figura di Emilio Maraini fu protagonista dell'alba dell'industrializzazione dell'economia reatina.

## Storia

La prima sede dello zuccherificio di Rieti, edificata in seguito all'iniziativa di Francesco Palmegiani del 1862; sarà cambiata con quella attuale nel 1873

Nel 1862, per iniziativa di Francesco Palmegiani, fu fondata la "Società per la fabbricazione di zucchero a Rieti", ma l'impresa fallì dopo pochi anni a causa dallo scarso raccolto di barbabietole.

La sede definitiva dello zuccherificio in una foto d'epoca

Nel 1873 il conte Guido Di Carpegna si fece promotore della costruzione di uno zuccherificio, che doveva essere stabilito a Roma ma per le difficoltà incontrate venne costruito invece a Rieti. Lo stabilimento viene inaugurato il 16 marzo 1873 ed era situato nei pressi della chiesa di Madonna del cuore, alle porte della città; costituì il primo insediamento di quella che ad inizio Novecento, con la Supertessile e lo stabilimento Montecatini, diventerà una vera e propria zona industriale. Lo zuccherificio fu premiato con medaglia d'oro, ma andò incontro a varie difficoltà e condusse la sua ultima campagna saccarifera nel 1879.
Nel 1880 lo stabilimento fu acquistato dalla Banca provinciale di Genova, che nel 1881 lo dà in affitto ai fratelli Lazzari ed a Fortunato Pifferi, tutti residenti a Firenze, i quali riattivano la produzione. I fratelli Lazzari nel 1883 diventano proprietari di tutte le azioni e lo rimangono fino al 1886 .
Nel 1887 lo zuccherificio fu acquisito dall'industriale Emilio Maraini, a cui oggi è dedicato il viale che fiancheggia l'edificio e collega il quartiere Madonna del cuore al centro storico. Maraini diede nuovo slancio all'attività: acquistò nuovi macchinari e con il supporto del principe Giovanni Potenziani, appartenente ad una famiglia di grandi proprietari terrieri, diffuse la coltivazione della barbabietola da zucchero nella Piana Reatina.

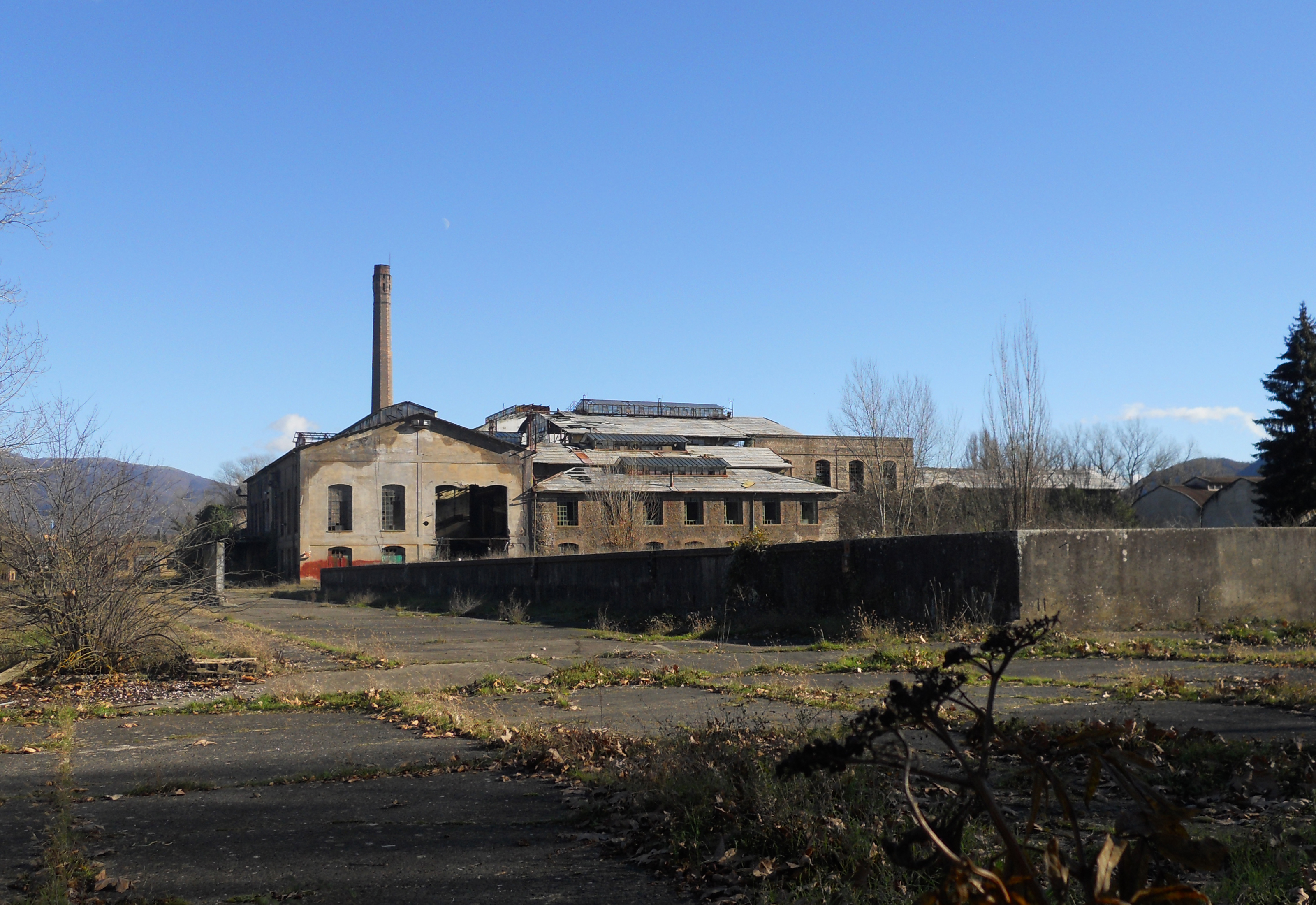
Lo zuccherificio visto da viale Maraini

Nel 1900 era il terzo zuccherificio in Italia per capacità di lavorazione giornaliera. Nel 1902 venne costruito un raccordo ferroviario tra lo zuccherificio e l'area merci della stazione ferroviaria della ferrovia Terni-Rieti-L'Aquila (inaugurata nel 1883), successivamente prolungato per servire anche la vicina SuperTessile.
Nel 1907 la Società Emilio Maraini si fuse con la Piaggio di Genova fondata da Erasmo Piaggio; nella nuova società Maraini mantenne la presidenza e il ruolo di amministratore delegato insieme all'ingegnere Carlo Piaggio.
Nel 1907 fu il primo zuccherificio ad ospitare un macchinario per il recupero dell'idrossido di bario, necessario per estrarre lo zucchero contenuto nella melassa, che richiedeva una potenza di quasi 600 kW.
Negli anni Quaranta lo zuccherificio dava lavoro a circa quattrocento persone, nel suo periodo di attività che durava due mesi l'anno.
Fino alla metà del Novecento lo zuccherificio continuò a ricevere investimenti e potenziamenti, ma fu chiuso nel 1973 quando la famiglia Montesi, proprietaria della Società Italiana Zuccheri, decise di concentrare la produzione su impianti più redditizi.

## Bonifica e riqualificazione

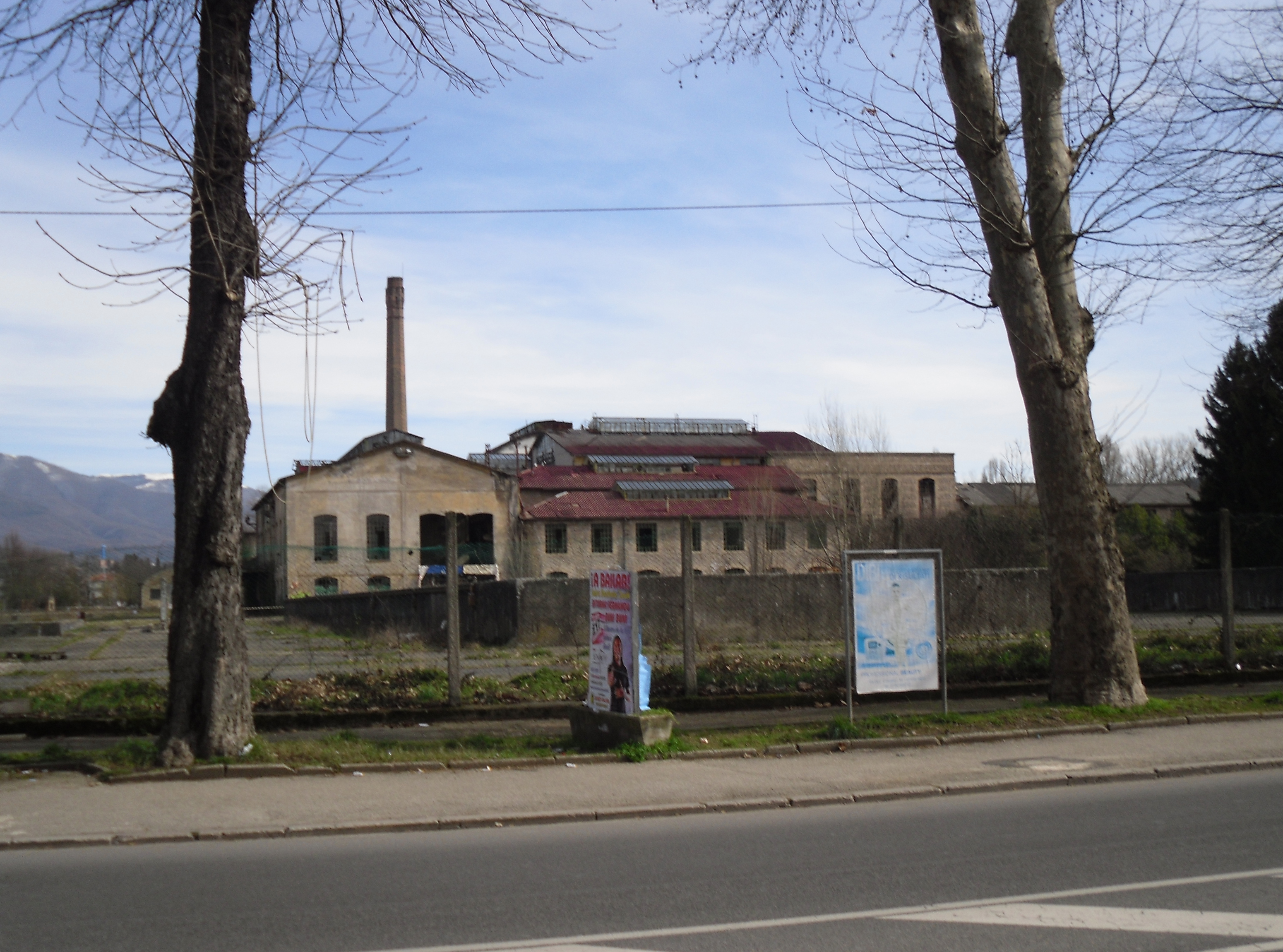
Lo zuccherificio nel 2009, prima della rimozione del tetto in amianto

L'area su cui sorge lo zuccherificio appartiene a Coop Centro Italia, S.I.M. Società Investimenti Mezzogiorno Srl e Lariana Industrie.
Negli anni novanta gli spazi aperti dell'area furono sporadicamente utilizzati per alcune manifestazioni, tra cui diverse edizioni della festa del "Secolo d'Italia", il festival nazionale prima del MSI e poi di AN.
Negli anni duemila la soprintendenza per i beni architettonici e paesaggistici appose un vincolo sul complesso dell'ex zuccherificio, ma nel 2004 la Coop Centro Italia presentò un ricorso che nel 2019 il Tar del Lazio ha accolto, facendo decadere tutti i vincoli.
Il sito è stato bonificato dall'amianto tra il 2007 ed il 2011 ed oggi è classificato come area non contaminata.
Per il riutilizzo dell'area esiste un progetto elaborato da Coop Centro Italia per la costruzione di un ipermercato, che prevede l'edificazione di un volume urbanistico pari a 99 000 m³ con la salvaguardia dei fabbricati dello zuccherificio, destinando 10 000 m² all'area vendita (di cui 4000 riservati all'ipermercato Coop), 6 000 m² per servizi e per il direzionale, 30 000 m² di parcheggi e 15 000 m² di verde pubblico, per un investimento di circa 60 milioni di euro che creerebbe 200 nuovi posti di lavoro. Il progetto rientra nel volume edificabile previsto dal PRG del 2011 (circa 130 000 m³) ma i 10 000 m² di area vendita, a cui Coop non è disposta a rinunciare, richiederebbero una diversa destinazione d'uso delle superfici.
Tale progetto è stato sottoposto tra il marzo e il novembre del 2010 ad un'istruttoria congiunta tra comune di Rieti, sovrintendenza del Lazio e proprietari dell'area ricevendo parere positivo. Nell'agosto 2011 è stato depositato negli uffici comunali in risposta ai bandi pubblici "print" (progetti integrati di intervento) varati dalla giunta Emili per il riutilizzo delle ex aree industriali. In seguito ad un'interruzione delle trattative dovute all'avvicinarsi delle elezioni amministrative, dal maggio 2012 il progetto viene illustrato in diversi incontri di approfondimento alla neoeletta giunta Petrangeli, da cui Coop sostiene di aver ricevuto solo generiche manifestazioni di interessamento ma nessuna risposta nel merito, e nei mesi successivi chiede ripetutamente all'amministrazione comunale di avere una risposta.

Mappa della zona industriale costituita da zuccherificio-Supertessile-Montecatini

Il 29 maggio 2013 il presidente di Coop Centro Italia Giorgio Raggi, nel corso di una conferenza tenuta presso la Sala dei Cordari di Rieti, presentò pubblicamente il progetto e invitò la città a sottoscrivere una delibera di iniziativa popolare (prevista dallo statuto comunale) che dovrà essere discussa dal consiglio comunale, per sollecitare il comune a prendere una decisione.
L'iniziativa suscitò un vivace dibattito nella città, tra chi sosteneva la necessità di non rifiutare la creazione di posti di lavoro in un'area economicamente depressa come quella di Rieti (come il sindacato UIL) e chi invece criticava il progetto, per il fatto che la città vede già la presenza di un gran numero di centri commerciali (tra i quali un supermercato Superconti a 300 metri dallo zuccherificio, il discount Todis a 400 metri, il minimarket Tigre a 600 metri ed un altro supermercato della stessa Coop Centro Italia ad 800 metri), per il timore di danneggiare i piccoli commercianti (come Confcommercio) e di sottrarre clienti ai centri commerciali già esistenti, in presenza di una domanda non sostenuta.
Il 20 settembre, nel corso di una seconda conferenza pubblica intitolata "Ruggine o futuro", Raggi ha lanciato la raccolta delle firme per la delibera di iniziativa popolare; il 2 ottobre ne erano state raccolte già 6000, molte più delle 800 necessarie per la sottoposizione, che sono state depositate presso la Segreteria Comunale.
L'assessore all'urbanistica Andrea Cecilia sostenne che non fosse possibile esprimersi a scatola chiusa con un semplice "sì" o un "no" nei confronti dell'investimento di Coop, che poteva essere accolto solo all'interno di un piano strategico che tenga conto delle sue ricadute sullo sviluppo della città. A questo scopo propose che Coop realizzasse a sue spese una serie di opere infrastrutturali come compensazione, la più importante delle quali doveva essere lo scavalco della stazione ferroviaria, che avrebbe permesso il contatto diretto dell'area dello zuccherificio con il centro storico e quindi la creazione di un'area dello shopping ininterrotta di cui avrebbe beneficiato sia la grande distribuzione che il piccolo commercio del centro. L'associazione giovanile Controvento sostenne che il progetto di Cecilia avrebbe dovuto essere integrato con la presenza di strutture che assicurino un incremento strutturale del bacino di utenza, non sottoposte a variazioni come quelle di un polo fieristico o congressuale, e per questo chiese che vi nascesse una città universitaria che ospitasse in un unico luogo le attività della Sabina Universitas.
L'8 aprile 2014 la delibera di iniziativa popolare è stata discussa in consiglio comunale, che ha votato no; pochi giorni dopo, Coop Centro Italia ha comunicato la decisione irrevocabile di rinunciare all'investimento, che sarà dirottato su altri territori; il sindaco Petrangeli ha risposto che il consiglio ha solo preso atto dell'illegittimità della delibera che, come Coop sapeva, non poteva produrre alcun effetto giuridico, ed ha ribadito la necessità di inserire l'intervento di riqualificazione in un progetto che tenga conto dell'intera città al quale ha invitato Coop a contribuire, rispetto al quale i metri quadri di superficie commerciale sono un elemento secondario.
Nella seconda metà del 2014 Coop Centro Italia mette in vendita l'area, per la quale sono in corso trattative con una società di investimento.